# Web to date
Web to date (als Meta-Element „generator“ auf damit erstellten Websites als Web2Date bezeichnet) war ein Web-Content-Management-System (eine Software zur gemeinschaftlichen Erstellung, Bearbeitung und Organisation von Inhalten), das der Düsseldorfer Softwareverlag Data Becker vertrieben hat. Es wurde hauptsächlich von der Thomas Henrichs Software-Entwicklung programmiert. und mit Designs und Plugins anderer Entwickler von Data Becker ergänzt. Das Programm war nur unter dem Betriebssystem Microsoft Windows lauffähig. Die HTML- und PHP-Webseiten wurden aus dem Programm heraus erzeugt und auf den Webserver hochgeladen.
Die Software erschien erstmals als Version 1.0 im Juni 2002, zuletzt im Juli 2012 als Version 8s und wurde zusammen mit Anwendungsbüchern aus dem Verlag Data Becker vertrieben. Auch Anwender ohne Design- und HTML-Kenntnisse konnten mit dem Programm Websites erstellen, dabei halfen die Benutzerführung und Software-Assistenten. Die erzeugten Webseiten konnten jederzeit aktualisiert oder erweitert werden. Inhalte und Design der Website konnten separat bearbeitet und konfiguriert werden. Dabei standen dem Anwender verschiedene Variationen und Farbkombinationen zur Verfügung. Website-Assistenten und Homepage-Vorlagen unterstützten den Anwender bei seiner Homepageentwicklung.
Der HTML-Quelltext blieb dem (unbedarften) Anwender weitgehend verborgen und wurde von der Software vorerst auf dem eigenen Computer erzeugt. Danach bestand die Möglichkeit, das Projekt außerhalb der Software weiterzubearbeiten oder das Projekt direkt aus der Software heraus auf einen Server hochzuladen.
Die Templates waren in HTML und in der Metasprache CCML (Content Composition Markup Language) geschrieben und ließen sich mit Sachkenntnis zu profundem Ausgangsmaterial zur Websiteerzeugung ergänzen oder umformen. Dies widerspricht der Aussage im vorherigen Absatz insofern, als man problemlos auf die diversen Templates zugreifen und diese vor der Seitenerzeugung dauerhaft bearbeiten konnte.
Seit der Version 8 konnte das Programm mit dem HTML5-Standard umgehen und ermöglichte so Animationen, die ohne Flash Player dargestellt werden konnten. Außerdem wurden die Ausgabe einer Webseite auf mobilen Endgeräten und die Suchmaschinenoptimierung verbessert. Responsive Designs, die sich den unterschiedlichen mobilen Endgeräten automatisch anpassen, fehlten jedoch.
Die letzte veröffentlichte Version „NG“ (steht für next generation) war onlinebasiert, wobei für die Bearbeitung der Website ein Windows-Rechner für die Installation des Client benötigt wurde. Eine Übernahme der Inhalte wie in den Versionen davor war nicht möglich.
Die Software erforderte eine Produktaktivierung. Diese erfolgte über einen von Data Becker unabhängigen Server, dessen Abschaltung ursprünglich zum 31. März 2016 erwartet wurde. Der Server lief jedoch auf unbestimmte Zeit weiter.
Der Server wird betrieben vom Technologieanbieter des Kopierschutzes (Protectdisc).
Ein weiteres Problem ergab sich jedoch durch die mangelnde Kompatibilität von Web to Date mit den aktuellsten PHP Versionen. Die letzte veröffentlichte Version 8(s) ist kompatibel bis PHP Version 5.5, mit Version 5.6 zeigen sich bereits erste Fehler in der Anzeige von Websites.

## Ende des Vertriebs von web to date
Mit Betriebsschließung von Data Becker am 31. März 2014 endete auch der Vertrieb von web to date. Thomas Henrichs, der Entwickler von web to date, hat auf Basis des Quellcodes von web to date die alternative Software Siquando Web entwickelt, mit der vorhandene Projekte weiter bearbeitet werden können und die einen vergleichbaren Funktionsumfang wie web to date bietet.

## Merkmale
- Jederzeit reale Seitenvorschau der Webseite möglich
- Verschiedene Designvariationen
- Fertige Webseiten-Vorlagen und Themen
- Webseiten-Erstellungsassistent
- Assistent für Bildergalerien
- Textinhalt-Import-Funktion